# Iván Cobo
Iván Cobo Cayón (El Astillero, 2 januari 2000) is een Spaans wielrenner die anno 2022 rijdt voor Equipo Kern Pharma.

## Carrière
Als eerstejaars junior nam Cobo deel aan de wegwedstrijd op het Europese kampioenschap, waar hij de finish niet haalde. Later die maand werd hij vijfde op het nationale kampioenschap tijdrijden en, achter Ramón Díaz, tweede in de wegwedstrijd. Het jaar erna was enkel Carlos Rodríguez sneller in de strijd om de nationale tijdrittitel en bleef Jon Barrenetxea Cobo voor in de wegwedstrijd. Op het wereldkampioenschap kon Cobo geen potten breken: in de tijdrit eindigde hij op plek 51, twee dagen later reed hij de wegwedstrijd niet uit. In 2020 werd Cobo, achter Raúl García Pierna en Jokin Murguialday, derde op het nationale kampioenschap tijdrijden bij de beloften. In 2021 stond Cobo wél op de hoogste trede op het nationale kampioenschap: in de wegwedstrijd in en rond La Nucia bleef hij Marcel Camprubi vier seconden voor.
Na twee stageperiodes werd Cobo in 2022 prof bij Equipo Kern Pharma. Zijn officiële debuut voor de ploeg maakte hij in de Ronde van Valencia.

## Overwinningen
2021
 Spaans kampioen op de weg, Beloften

### Resultaten in voornaamste wedstrijden
|      | \| Jaar \| Luik-Bast.‑Luik \| Clásica San Sebastián \| \| ---- \| --------------- \| --------------------- \| \| 2024 \| opgave \| \| \| 2025 \| \| opgave \| |                       |
| Jaar | Luik-Bast.‑Luik | Clásica San Sebastián |
| 2024 | opgave |                       |
| 2025 | | opgave                |

## Ploegen
- 2020 –  Equipo Kern Pharma (stagiair vanaf 1 augustus)
- 2021 –  Equipo Kern Pharma (stagiair vanaf 1 augustus)
- 2022 –  Equipo Kern Pharma
- 2023 –  Equipo Kern Pharma
- 2024 –  Equipo Kern Pharma
- 2025 –  Equipo Kern Pharma

Adrià · Agirre · Araiz · Arrieta · Berrade · Carboni (vanaf 9/9) · Carretero · J. Castrillo · Cobo · Galván · C. García Pierna · R. García Pierna · Jaime · D. Lopez · J. López · Marquez · Mendez · Miquel · Moreno · Novikov · Parra · Řepa · Ruiz · Sánchez · van der Tuuk · P. Castrillo (stagiair) · Fernandez (stagiair) · Retegi (stagiair)
Adrià · Agirre · Arrieta · Berrade · Carboni · Carretero · Castrillo · Cobo · Elosegui · Galván · C. García Pierna · R. García Pierna · Jaime · López · Marquez · Miquel · Parra · Řepa (tot 2/5) · Retegi · Ruiz · Sánchez · van der Tuuk · Aznar (stagiair) · Carrascosa (stagiair) · Dorenbos (stagiair)
Agirre · H. Aznar · U. Aznar · Berrade · Brustenga · Castrillo · Cobo · Elosegui · Fernández · Galván · García Pierna · Gutiérrez · Iribar · Jaime · López · Marquez · Miquel · Parra · Retegi · Ruiz · Sánchez · Soto · Uriarte · van der Tuuk · Azanza (stagiair) · Carrascosa (stagiair) · Etxeberria (stagiair)